# E712

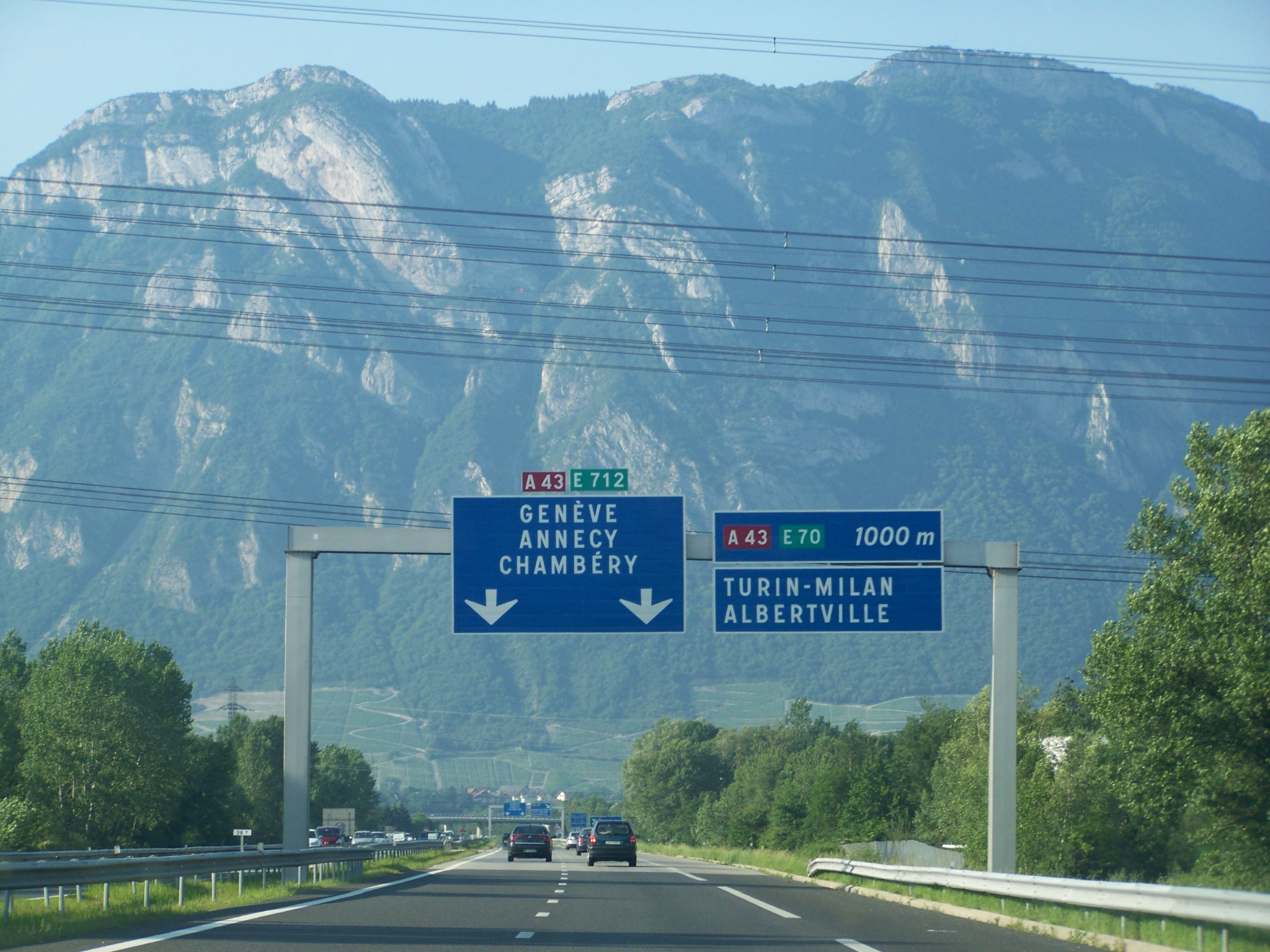
E712 söder om Chambéry, Frankrike, anslutning till E70

E712 eller Europaväg 712 är en 420 km lång europaväg som börjar i Genève i Schweiz och slutar i Marseille i Frankrike.

## Sträckning
Genève - (gräns Schweiz-Frankrike) - Chambéry - Grenoble - Serres - Marseille

## Standard
Vägen är motorväg till ungefär två tredjedelar, och landsväg resten.

## Anslutningar till andra europavägar
| - E62 - E25 - E70 |  | - E711 - E80 - E714 |